# جورج إليوت كيسي
جورج إليوت كيسي هو سياسي كندي، ولد في 24 مارس 1850، وتوفي في 30 نوفمبر 1903. حزبياً، نشط في الحزب الليبرالي الكندي. وقد انتخب عضو مجلس العموم الكندي.